# Arteveldehogeschool

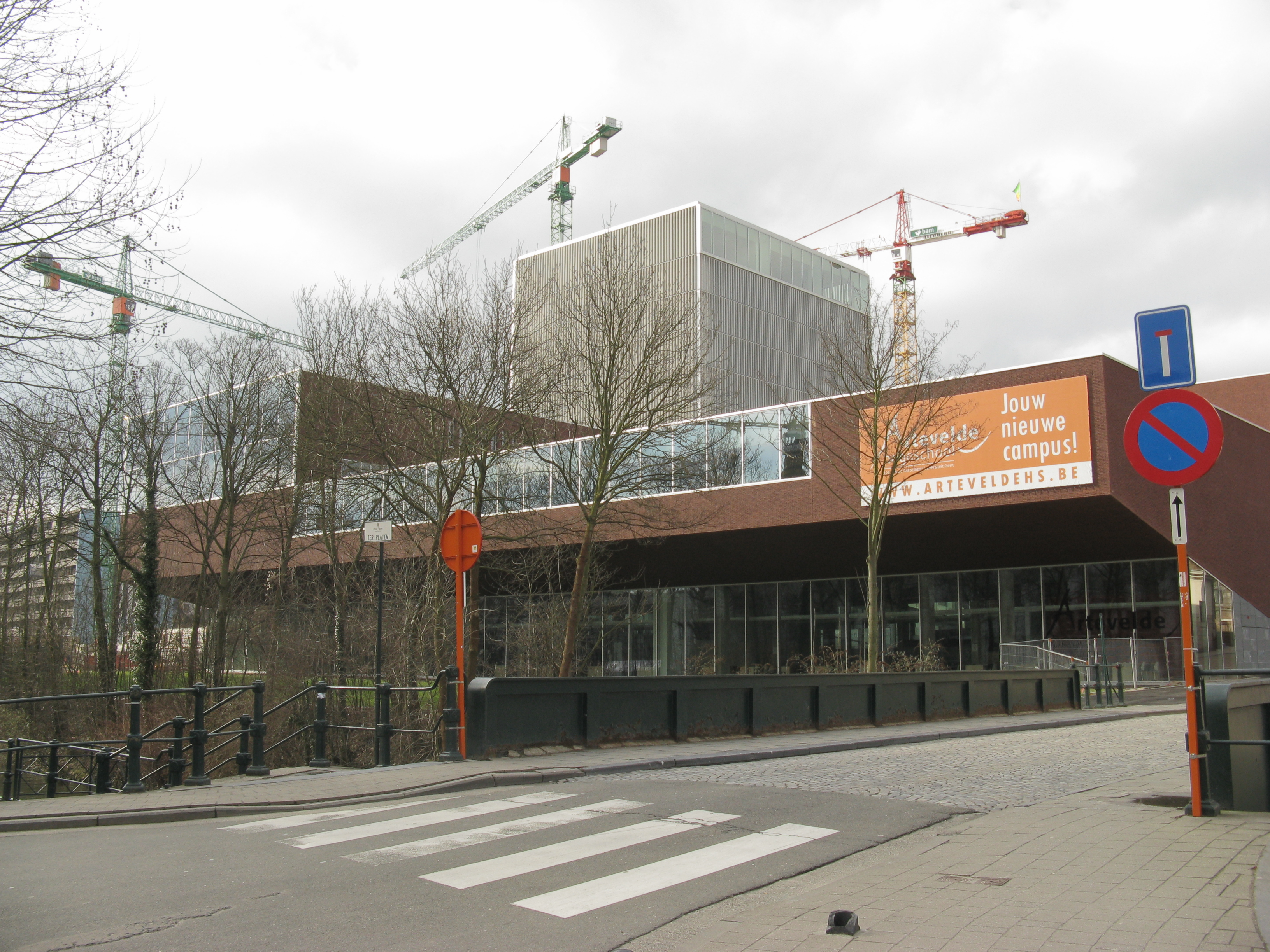
Der campus Kantienberg der Arteveldehogeschool in Gent

Die Arteveldehogeschool ist eine niederländischsprachige katholische Hochschule in Gent, der Hauptstadt der belgischen Provinz Ostflandern.

## Lage
Der Verwaltungshauptsitz der Hochschule befindet sich am Hoogpoort 15 in Gent. Die Einrichtungen der Hochschule sind als Campus Kantienberg, Campus, Mariakerke, Campus Kattenberg, Campus Sint-Amandsberg über das Stadtgebiet verteilt.

## Geschichte
Die Schule, die nach Jacob van Artevelde benannt ist, entstand am 31. Dezember 2000 durch Zusammenlegung von vier katholischen Hochschulen mit insgesamt 6700 Studenten in Gent:
- der Hogeschool voor Economisch en Grafisch Onderwijs (EGON)
- der Katholieke Hogeschool voor Gezondheidszorg Oost-Vlaanderen (KaHoG)
- der Katholieke Hogeschool voor Lerarenopleiding en Bedrijfsmanagement (KLBO)
- der Sociale Hogeschool KVMW Gent

Die Studentenzahlen sind in den darauffolgenden Jahren kontinuierlich gestiegen, so dass im Jahr 2010 über 11000 Studenten eingeschrieben waren. Damit ist sie heute die größte katholische Hochschule in Flandern.

## Aufbau
Die Arteveldehogeschool bietet insgesamt 15 Bachelor-Studiengänge und in Zusammenarbeit mit der Universiteit Gent zusätzlich drei Master-Studiengänge an.
Bis zum Bachelor werden Management-Ausbildungen in vielen unterschiedlichen Bereichen (Kommunikation, Marketing, Logistik, Internationale Unternehmen, Finanz- und Versicherungswesen etc.) angeboten. Des Weiteren pädagogische Ausbildungen für alle Unterrichtsstufen, sowie Ergotherapie, Logopädie, Pflege, Sozialarbeit aber auch Journalismus und grafische bzw. digitale Medien.
Die Ausbildungen zum Master in Zusammenarbeit mit der Universität Gent beschränken sich auf die drei Bereiche Physiotherapie (Kinesitherapie), Sozialarbeit und Pflege.

## Mitgliedschaften
Obwohl katholisch geprägt, gehört die Arteveldehogeschool nicht zum Zusammenarbeitsverband der KU Löwen, sondern stattdessen als einzige katholische Hochschule zur Associatie Universiteit Gent (AUGent).